# 大阪大学大学院医学系研究科・医学部
大阪大学大学院医学系研究科（おおさかだいがくだいがくいんいがくけいけんきゅうか、英語: Graduate School of Medicine, The University of Osaka）は、大阪大学大学院に設置される研究科の一つである。
また、大阪大学医学部（おおさかだいがくいがくぶ、英語: Faculty of Medicine, The University of Osaka）は、大阪大学に設置される学部の一つ。附属病院と共に緒方洪庵が1838年に創設した蘭学塾「適塾」を起源とする日本で最も歴史の長い医学部である。
本項では大阪大学大学院医学系研究科・大阪大学医学部を一括して記述する。

## 概要
大阪大学医学部は、旧制大阪府立大阪医科大学を母体として1931年の大阪帝国大学発足時に理学部とともに設立されたものである。国内初の官立病院として1869年に設立された大阪仮病院から始まっており、その源流は1838年に緒方洪庵の作った適塾に求めることができる。初代学部長には楠本長三郎が就いた。

## 沿革

### 天保
- 1838年（天保9年）- 緒方洪庵によって蘭学塾「適塾」が設立される[1]。

### 明治
- 1869年（明治2年）- 大阪府が上本町の大福寺に仮病院と仮医学校を設立、緒方洪庵の子である緒方惟準ら適塾の関係者が設立に参加[1]。
- 1880年 - 仮病院と仮医学校を大阪府立大阪病院と大阪府立大阪医学校として正式に発足[1]。
- 1901年 - 大阪府立医学校、大阪府立医学校病院と改称

### 大正
- 1915年（大正4年）- 大阪府立大阪高等医学校を府立大阪医科大学へ改組（学長佐多愛彦。専門学校令準拠のまま改称、大学令による旧制大学ではない）[1]。
- 1919年 - 大阪医科大学に改称、日本初の公立旧制大学（大阪府立のまま改称、大学令に準拠の旧制大学となる）[1]。
- 1926年 - 豊中の大阪医科大学予科跡地に旧制浪速高等学校が開学

### 昭和
- 1931年（昭和6年）- 大阪医科大学と塩見理化学研究所を母体として大阪帝国大学医学部が発足[1]。
- 1939年5月 - 臨時附属医学専門部設置
- 1947年 - 大阪大学医学部と改称[1]。
- 1949年 - 大阪薬学専門学校を吸収
- 1951年
  - 5月 - 医学部薬学科が薬学部として分離独立。
  - 7月 - 医学部から歯学部が分離独立。附属医学専門部と附属薬学専門部を廃止。
- 1955年 - 大学院医学研究科を設置[1]。
- 1967年6月 - 医療技術短期大学部を設置。

### 平成
- 1993年（平成5年）- 医学部保健学科設置、医学部・附属病院を中之島地区から吹田地区へ移転[1]。
- 1996年3月 - 医療技術短期大学部閉学。
- 2009年 - 連合小児発達学研究科を設置。

### 令和
- 2022年（令和4年）- 大阪大学感染症総合教育研究拠点を設置。

## 組織

### 学部
- 医学科（6年制）
- 保健学科
  - 看護学専攻
  - 放射線技術科学専攻
  - 検査技術科学専攻

### 大学院
- 医科学専攻（修士課程）
- 医学専攻（4年制博士課程）
- 保健学専攻

### 附属機関
- 医学部
  - 附属病院
  - 附属動物実験施設
- 医学系研究科附属
  - 共同研究実習センター
  - ツインリサーチセンター
  - 未来医療イメージングセンター
  - 最先端医療イノベーションセンター

## 出身者・関係者一覧

### 政界
- 梅村聡 - 元厚生労働大臣政務官、元民主党大阪府連副代表
- 徳田虎雄 - 元沖縄開発政務次官、元自由連合衆議院議員
- 堀昌雄 - 元社会党衆議院議員

### 経済界
- 樋口俊夫 - ヒグチ産業創業者、会長、元社長

### 学術
- 青木元邦 - 第3代森ノ宮医療大学学長
- 青野敏博 - 第11代徳島大学学長、同名誉教授
- 審良静男 - 大阪大学微生物病研究所教授
- 池田光穂 - 大阪大学コミュニケーションデザイン・センター教授
- 石川ふみよ - 上智大学教授
- 岩﨑博史 - 東京科学大学教授、日本遺伝学会会長
- 岡田善雄 - 大阪大学名誉教授、元千里ライフサイエンス振興財団理事長、日本学士院恩賜賞、文化勲章、元日本学士院会員
- 川島康生 - 大阪大学名誉教授、元大阪大学医学部附属病院長、国立循環器病センター名誉総長
- 岸本忠三 - 第14代大阪大学総長、同名誉教授、免疫学、文化勲章、日本学士院会員
- 楠岡英雄 - 国立病院機構理事長
- 近藤玄 - 京都大学医生物学研究所教授、関西実験動物研究会会長
- 近藤滋 - 大阪大学大学院生命機能研究科教授
- 近藤科江 - 東京工業大学名誉教授、奈良工業高等専門学校校長、元日本女性科学者の会会長、元日本分子イメージング学会会長
- 高津聖志 - 東京大学名誉教授、元日本免疫学会会長
- 高橋理明 - 大阪大学名誉教授、大阪大学微生物病研究所長、水痘生ワクチン発明者
- 武田雅俊 - 大阪大学名誉教授、元日本精神神経学会理事長
- 竹田美文 - 細菌学者、第13代国立感染症研究所長
- 豊島久真男 - 第19代東京大学医科学研究所長、元大阪大学微生物病研究所長、文化勲章、日本学士院会員
- 豊田長康 - 鈴鹿医療科学大学学長
- 中村祐輔 - 東京大学名誉教授、シカゴ大学名誉教授、元東京大医科学研究所ヒトノゲム解析センター長
- 野出孝一 - 佐賀大学教授、日本学術会議会員
- 荻原俊男 - 大阪大学名誉教授、元大阪大学医学部附属病院長、森ノ宮医療大学名誉学長
- 浜六郎 - 医薬ビジランスセンター理事長、EBMビジランス研究所所長
- 早石修 - 元京都大学医学部長、京都大学名誉教授、大阪バイオサイエンス研究所理事長、文化勲章、勲一等瑞宝章、日本学士院会員
- 廣田誠一 - 兵庫医科大学教授
- 藤野恒三郎 - 大阪大学名誉教授、医学者、細菌学者
- 二木康之 - 佛教大学名誉教授、発達神経学者
- 船越明子 - 神戸市看護大学教授
- 松澤佑次 - 元住友病院病院長、元大阪大学医学部附属病院長、「メタボリックシンドローム」の提言者
- 三宅健介 - 東京大学教授
- 山村雄一 - 第11代大阪大学総長、免疫学、文化功労者
- 吉森保 - 大阪大学栄誉教授、紫綬褒章

### その他
- 牛田茉友 - NHKアナウンサー
- 久坂部羊 - 小説家